# Фиомии
Фио́мии (лат. Phiomia) — вымерший род хоботных, обитавших в северной Африке в позднем эоцене и раннем олигоцене, около 36—35 млн. лет назад. Слово Phiomia образовано от названия «Фаюм» (город, а также оазис в Египте).

## Описание
Фиомии достигали 2,5 метров в высоту и напоминали современных слонов, хотя, судя по форме носовых костей, хобот фиомии был очень коротким. В верхней челюсти имелись короткие бивни, в нижней — пара больших лопатовидных зубов, направленных вперёд и предназначенных для сбора растительной пищи. Такая анатомия была характерна также и для многих более поздних, миоценовых хоботных: платибелодона, археобелодона и амебелодона, хотя зубы фиомий были значительно меньше.
Бивни, предположительно, могли быть полезны при защите, или же служить для сдирания коры с деревьев.
Впервые научное описание в фиомии было сделано Чарльзом Уильямом Эндрюсом и Хью Джоном Биднеллом в 1902 году. Основанием для этого был фрагмент нижней и верхней челюсти, на котором сохранились бивни. Находки пришли из Эль-Файюма. Из-за особых характеристик бивней оба автора полагали, что окаменелости были остатками креодонта. Всего четыре года спустя Чарльз Эндрюс упомянул окаменелости в своём каталоге.

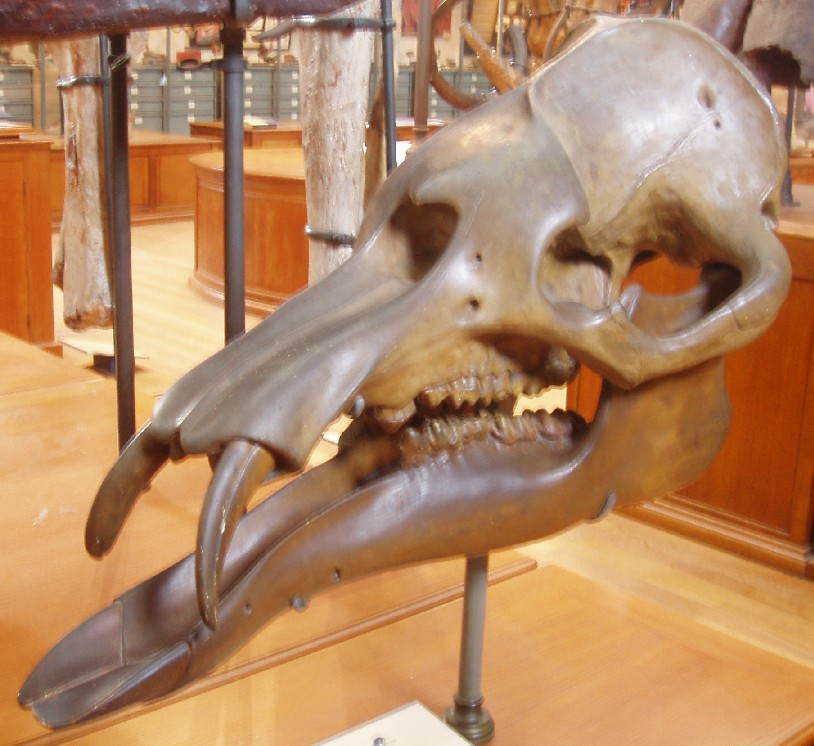
Череп Phiomia serridens
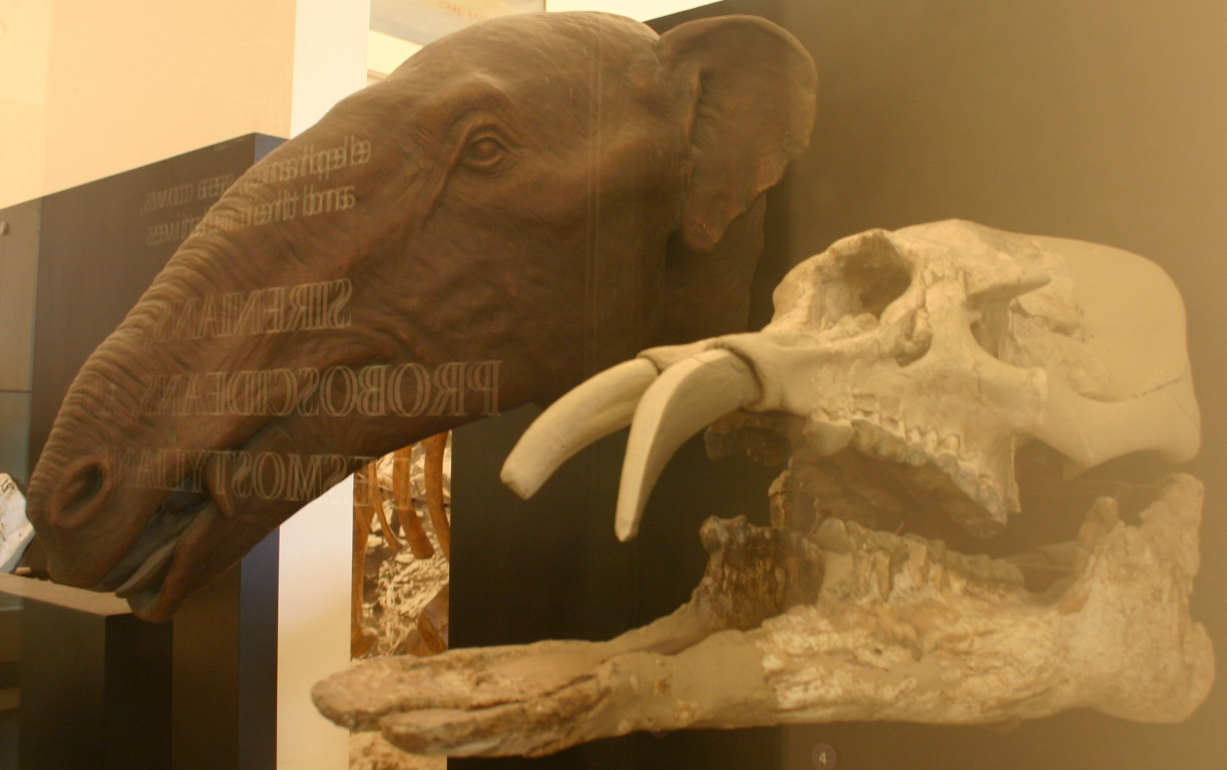
Череп Phiomia minor
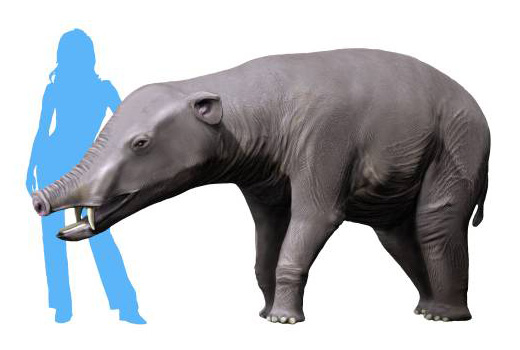
Реконструкция Phiomia serridens